# بي إم دبليو كيه 100
بي إم دبليو كيه 100(بالإنجليزية: BMW K100)‏ هي دراجة نارية من تصنيع بي إم دبليو.